# Underground Out of Poland
Underground Out of Poland – album kompilacyjny Dezertera, wydany w 1987 roku w USA przez niezależną wytwórnię Maximumrocknroll. Na płycie znalazł się w całości materiał z wydanego w 1983 przez Tonpress singla „Ku przyszłości”.

## Lista utworów
| Nr  | Tytuł utworu                        | Długość |
| --- | ----------------------------------- | ------- |
| 1.  | „Ku przyszłości” ()                 | 2:53    |
| 2.  | „Spytaj milicjanta” ()              | 1:37    |
| 3.  | „Szara rzeczywistość” ()            | 1:58    |
| 4.  | „Wojna głupców” ()                  | 2:09    |
| 5.  | „Plakat” ()                         | 3:06    |
| 6.  | „Nie ma zagrożenia/T.” ()           | 2:28    |
| 7.  | „Niewolnik” ()                      | 1:52    |
| 8.  | „Rebeliant” ()                      | 2:38    |
| 9.  | „Postęp” ()                         | 3:55    |
| 10. | „Zatrute powietrze” ()              | 2:04    |
| 11. | „Uległość” ()                       | 3:01    |
| 12. | „Zmiany” ()                         | 3:13    |
| 13. | „Polska złota młodzież” ()          | 3:32    |
| 14. | „Urodziłem się 20 lat po wojnie” () | 3:06    |
| 15. | „Kto?” ()                           | 3:11    |
| 16. | „XXI wiek” ()                       | 1:08    |
| 17. | „Szwindel” ()                       | 2:29    |
| 18. | „Dla zysku” ()                      | 1:44    |
|     |                                     | 46:04   |

## Skład
- Darek „Skandal” Hajn – śpiew
- Robert „Robal” Matera – gitara, śpiew
- Darek „Stepa” Stepnowski – gitara basowa, śpiew
- Krzysiek Grabowski – perkusja